# Christilot Hanson-Boylen
Christilo Hanson-Boylen (Giava, 12 aprile 1947) è una cavallerizza canadese.
Vanta sei partecipazioni ai Giochi olimpici.

## Partecipazioni olimpiche
1. Tokyo 1964
2. Città del Messico 1968
3. Monaco di Baviera 1972
4. Montréal 1976
5. Los Angeles 1984
6. Barcellona 1992

## Palmarès
- 5º posto a Montréal 1976 (dressage a squadre)
- 6º posto a Monaco di Baviera 1972 (dressage a squadre)
- 7º posto a Montréal 1976 (dressage individuale)
- 7º posto a Città del Messico 1968 (dressage a squadre)
- 7º posto a Los Angeles 1984 (dressage a squadre)